# (9327) Duerbeck
(9327) Duerbeck ist ein Asteroid des Hauptgürtels. Er wurde am 26. September 1989 vom belgischen Astronomen Eric Walter Elst am La-Silla-Observatorium (IAU-Code 809) der Europäischen Südsternwarte in Chile entdeckt.
Der Asteroid wurde am 18. März 2003 nach dem deutschen Astronomen Hilmar W. Duerbeck (1948–2012) benannt, der auf dem Gebiet der Zwergnovae arbeitete und sich zuletzt auf der Sternwarte Hoher List bei der Aufarbeitung von Archivalien engagierte.